# 第22步兵師 (德國國防軍)
第22步兵師（德語：22. Infanterie-Division）是納粹德國國防軍陸軍的一個步兵師。該師於1935年10月組建。
第二次世界大戰期間，該師參與入侵波蘭行動，後改編為第22空降師（德語：22. Luftlande-Division）。改編後參與入侵法國行動。1941年6月，該師參與巴巴羅薩行動。
1942年至1944年秋，該師一直駐紮在克里特島，之後調往南斯拉夫，參與反遊擊作戰。1945年3月，該師改編為第22國民擲彈兵師（德語：22. Volksgrenadier-Division），並撤入斯拉沃尼亚。
該師最後於同年5月在斯洛文尼亚向南斯拉夫軍投降。

## 註腳
1. ↑  Mitcham（2007年）